# Kalikrein renalnog tkiva
Kalikrein renalnog tkiva (EC 3.4.21.35, glandularni kalikrein, pankreasni kalikrein, submandibularni kalikrein, submaksilarni kalikrein, bubrežni kalikrein, urinarni kalikrein, kalikrein, pljuvačni kalikrein, kininogenin, kininogenaza, kalikrein, glumorin, padreatin, padutin, kalidinogenaza, bradikininogenaza, depot-padutin, urokalikrein, dilminal D, onokrein P) je enzim. Ovaj enzim katalizuje sledeću hemijsku reakciju
Preferentno razlaganje Arg- veza u supstratima koji su mali molekuli. Visoko selektivno dejstvo kojim se oslobađa kalidin (lizil-bradikinin) iz kininogena putem hidrolize Met- ili Leu-. Enzim pacova je neobičan po tome što se direktno oslobađa bradikinin iz autolognih kininogena razlaganjem dve Arg- veze.
Ovaj enzim se formira iz tkivnog prokalikreina putem aktivacije tripsinom.

## Literatura
- Nicholas C. Price; Lewis Stevens (1999). Fundamentals of Enzymology: The Cell and Molecular Biology of Catalytic Proteins (Third изд.). USA: Oxford University Press. ISBN 019850229X.
- Eric J. Toone (2006). Advances in Enzymology and Related Areas of Molecular Biology, Protein Evolution (Volume 75 изд.). Wiley-Interscience. ISBN 0471205036.
- Branden C; Tooze J. Introduction to Protein Structure. New York, NY: Garland Publishing. ISBN 0-8153-2305-0.
- Irwin H. Segel. Enzyme Kinetics: Behavior and Analysis of Rapid Equilibrium and Steady-State Enzyme Systems (Book 44 изд.). Wiley Classics Library. ISBN 0471303097.
- William P. Jencks (1987). Catalysis in Chemistry and Enzymology. Dover Publications. ISBN 0486654605.

## Spoljašnje veze
- Tissue+kallikrein на 